# Frank Fraser Darling
Sir Frank Fraser Darling, nascut Frank Darling, (Davon, Chesterfield, 13 de juny 1903 - 22 d'octubre de 1979) fou un científic britànic, escriptor, naturalista i ecologista, considerat el pare de la conservació ambiental moderna a Escòcia.
Va estudiar a l'Escola d'Agricultura de Yorkshide i treballà com assessor de productes lactis a Buckinghamshire; als 25 anys es va casar amb Marian Fraser, de qui va prendre el doble cognom Fraser Darling. Als anys 1930, estudià per un doctorat a la Universitat d'Edimburg i va ser director de la Commonwealth Bureau of Animal Breeding and Genetics de la mateixa ciutat. Es traslladà a viure a les Summer Isles on va començar les seves investigacions científiques com a naturalista d'observació del comportament social dels cérvols vermells i gavines; va publicar els resultats a diversos llibres com A Herd of Red Deer el 1937 Island Farm el 1943 o Collins New Naturalist Natural History of the Highlands el 1947, entre d'altres.
El 1938 va enunciar i postular l'efecte Fraser Darling, segons el qual, la durada i sincronització de la temporada de reproducció de les aus és resultat de l'estimulació visual i auditiva que reben els individus que viuen en grans colònies. Durant la Segona Guerra Mundial Fraser Darling, pacifista, va reclamar terres abandonades a per producció agrícola a l'illa de Tanera Mòr on residí un temps; d'aquesta estança va escriure el llibre Island Years. El Secretari de guerra a Escòcia va demanar-li executar un programa d'assessorament agrícola a les zones de les Terres altes d'Escòcia i durant dos anys va viatjar, ensenyar i escriure articles que van ser publicats més tard, com Crofting Agricultura, on explica els principis de com preparar les terres i tipus de cultius que s'adapten a condicions climàtiques difícils. El 1969 va ser el convidat a les conferències de ràdio anuals donades per les principals figures de l'època sobre significatius temes de debat contemporanis de la BBC, per la seva important contribució al creixent debat sobre la responsabilitat de l'home i el seu entorn natural, les Reith Lectures. La seva tasca en aspectes de conservació i pol·lució, li valgué ser considerat el pioner de l'ecologia humana.